# Sanyo
SANYO Electric Co., Ltd. (яп. 三洋電機株式会社 Санъё: дэнки кабусики гайся) — японская корпорация, производитель бытовой электроники и полупроводниковых изделий. Компания основана в 1947 году сотрудником концерна «Мацусита». Штаб-квартира находится в префектуре Осака.

## История
Корпорация «SANYO» была основана Тосио Иуэ (яп. 井植歳男, 1902—1969), зятем Коносукэ Мацусита. На русский язык название компании переводится как «Три океана», что указывает на амбициозные планы захвата мирового рынка.
В 1980-х компания занималась выпуском персональных и домашних компьютеров, например MBC-550 и PHC-25.
В 2008 году «Kyocera» приобрела у «Sanyo» подразделение по производству мобильных телефонов. Перед этим данное подразделение покинул из-за скандала президент Тосимадза Иэ.
9 декабря 2009 года было официально объявлено о том, что «Sanyo» продана корпорации «Panasonic». Покупка 50,19 % акций «Sanyo» обошлась руководству «Panasonic» в 404 млрд иен (4,6 млрд долл.).
10 декабря 2009 подписано соглашение о слиянии с компанией «Panasonic».
18 октября 2011 года достигнуто соглашение о продаже подразделения бытовой техники «Sanyo» компании «Haier».
30 марта 2012 года закончено поглощение подразделения бытовой техники компанией «Haier».
Со 2 апреля 2012 года компания «SANYO Electric Co., Ltd.» объединяется с корпорацией «Panasonic».
По информации с официального сайта https://www.phchd.com, с 1 апреля 2018 компания Panasonic Healthcare Co., Ltd меняет название на PHC Corporation. Продукция выпускается под брендом PHCbi (бывш. Panasonic (SANYO)).
- Картриджный магнитофон «Sanyo Channel Master 6546[англ.]»
- Кондиционер модели SAP-C2271A
- Автоматическая стиральная машина модели SD-76U
- Сотовый телефон модели W51SA
- Магнитола Sanyo m9830k, 80-е годы

- Видеокассета стандарта VHS
- Интегральная микросхема
- Встроенный никель-кадмиевый аккумулятор электрической зубной щётки «Braun 4728»
- Никель-металлогидридные аккумуляторы типоразмера AA